# Раковіца (Тіміш)
Раковіца (рум. Racovița) — село у повіті Тіміш в Румунії. Входить до складу комуни Раковіца.
Село розташоване на відстані 377 км на північний захід від Бухареста, 32 км на схід від Тімішоари.

## Населення
За даними перепису населення 2002 року у селі проживали 898 осіб.
Національний склад населення села:
| Національність | Кількість осіб | Відсоток |
| -------------- | -------------- | -------- |
| румуни         | 866            | 96,4%    |
| українці       | 24             | 2,7%     |

Рідною мовою назвали:
| Мова       | Кількість осіб | Відсоток |
| ---------- | -------------- | -------- |
| румунська  | 869            | 96,8%    |
| українська | 22             | 2,4%     |